# Anacréon (Rameau, 1754)

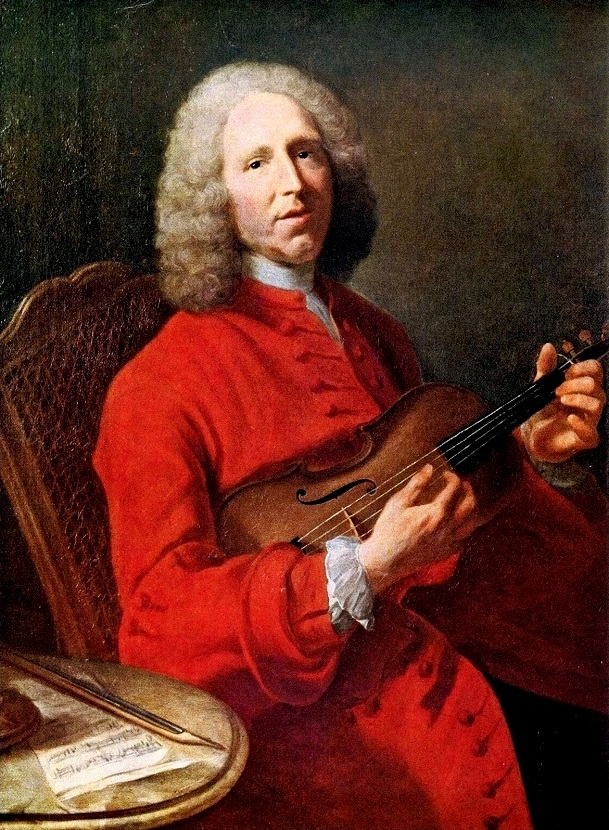
Jean-Philippe Rameau

För Rameaus opera med samma namn från 1757, se Anacréon.
Anacréon är en opera (acte de ballet) med musik av Jean-Philippe Rameau och libretto av Louis de Cahusac.

## Historia
En av två actes de ballets som förvirrande nog har samma titel. Båda handlar om den åldrande poeten Anakreon men förutom det så är det helt fristående från varandra. Rameaus och Cahusacs tanke var att Anacréon skulle bli en del av en opéra-ballet i tre akter med titeln Les Beaux Jours de l'Amour. De andra akterna skulle ha varit Nélée et Myrthis (ofullbordad och uppförd först på 1900-talet) och La Naissance d'Osiris. Rameau hade svårt att färdigställa verket och övergav idén. Anacréon hade premiär den 23 oktober 1754 på slottet i Fontainebleau. 1757 komponerade Rameau ytterligare en opera med titeln Anacréon, som blev en akt i hans opéra-ballet Les Surprises de l'amour.

## Personer
- Anacreon (bas
- Chloë (sopran)[1]
- Batile (eller Bathylle) (haute-contre)

## Handling
Anacréon förbereder ett bröllop mellan sina två skyddslingar Cloé och Batile. Men han lurar i dem att bröllopet ska stå mellan honom själv och Cloé. Till slut avslöjar han sanningen och viger sina skyddslingar.